# Махараджа
Махараджа или махарадж е титла на владетел, идваща от древния санскрит и означаваща Велик владетел. Тя се използва обикновено за титулуване на индийски суверенни владетели. Думата за жена с титла на махараджа е махарани, използвана по-често за съпругата на владетеля. В малко индийски монархии има засвидетелствано управление от жени.
Думата махараджа идва от санскрит, и е сложносъставно кармадарайско изразно средство (от mahant, 'велик', и rajan, 'крал'). Негови латински когнати са magnum ('велик') и regem ('крал'). Поради голямото влияние на санскрит в лексиката на много други езици в Индия и Азия, терминът 'махараджа' се използва в много други съвременни индийски езици, включително тамилски, хинди, маратхийски, раджастани, малви, телугу, ория, пунджаби, бенгали, гуджарати и други. Санскритската титла 'махараджа' се използва отначало единствено за крале, които владеят значителни територии, и след тях в йерархията стоят васални управници. От Средновековието титлата се използва за владетели на по-малки държави, като те предявяват претенции за наследство на древните махараджи.